# 萨沙·斯坦尼西奇

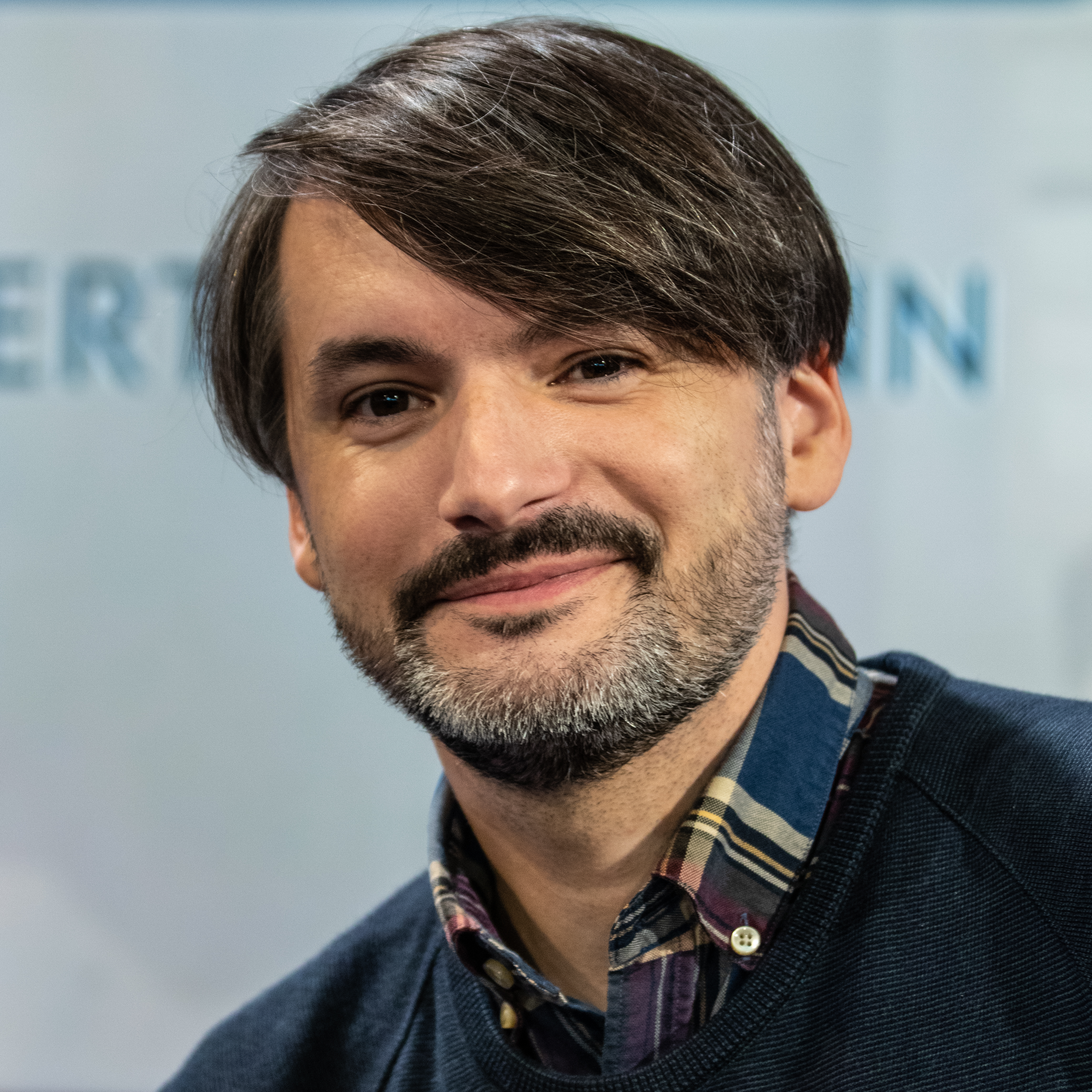
萨沙·斯塔尼西奇 2019

萨沙·斯坦尼西奇（1978年3月7日 - ）是一位波斯尼亚裔德国作家。他出生于波黑的维舍格勒，父亲是塞尔维亚人，母亲是波什尼亚克人。1992年春，他作为波斯尼亚战争的难民与家人一起逃往德国。斯坦尼西奇在海德堡度过了青年时期，在那里他的老师唤起了他对写作的热情。高中毕业后，他就读于海德堡大学，获得斯拉夫学的学位。
2006年，斯坦尼西奇出版了他的处女作《士兵如何修理留声机》。该书在德国和国外均获得多项奖项，截至2019年已被翻译成31种语言。 Anthea Bell的英译本获得了牛津-魏登菲尔德翻译奖。它也被格拉茨市立剧院改编为舞台剧，斯坦尼西奇在2006年至2007年期间是该市的常驻作家。
2019年，他的小说《我从哪里来》获得德国图书奖。他在获奖演讲中表达了对2019诺贝尔文学奖获得者奥地利作家彼得·汉德克的厌恶之情。斯塔尼西奇批评汉德克支持像斯洛博丹·米洛舍维奇这样的塞尔维亚民族主义者，他说：“我有幸逃脱了彼得汉德克在他的文本中没有描述的事情。”

## 奖项
- 2013年 阿尔弗雷德·德布林奖[11]
- 2019年 德国图书奖[8]
- 2021年 马尔巴赫市席勒奖[12]